# Galaxie à faible brillance de surface

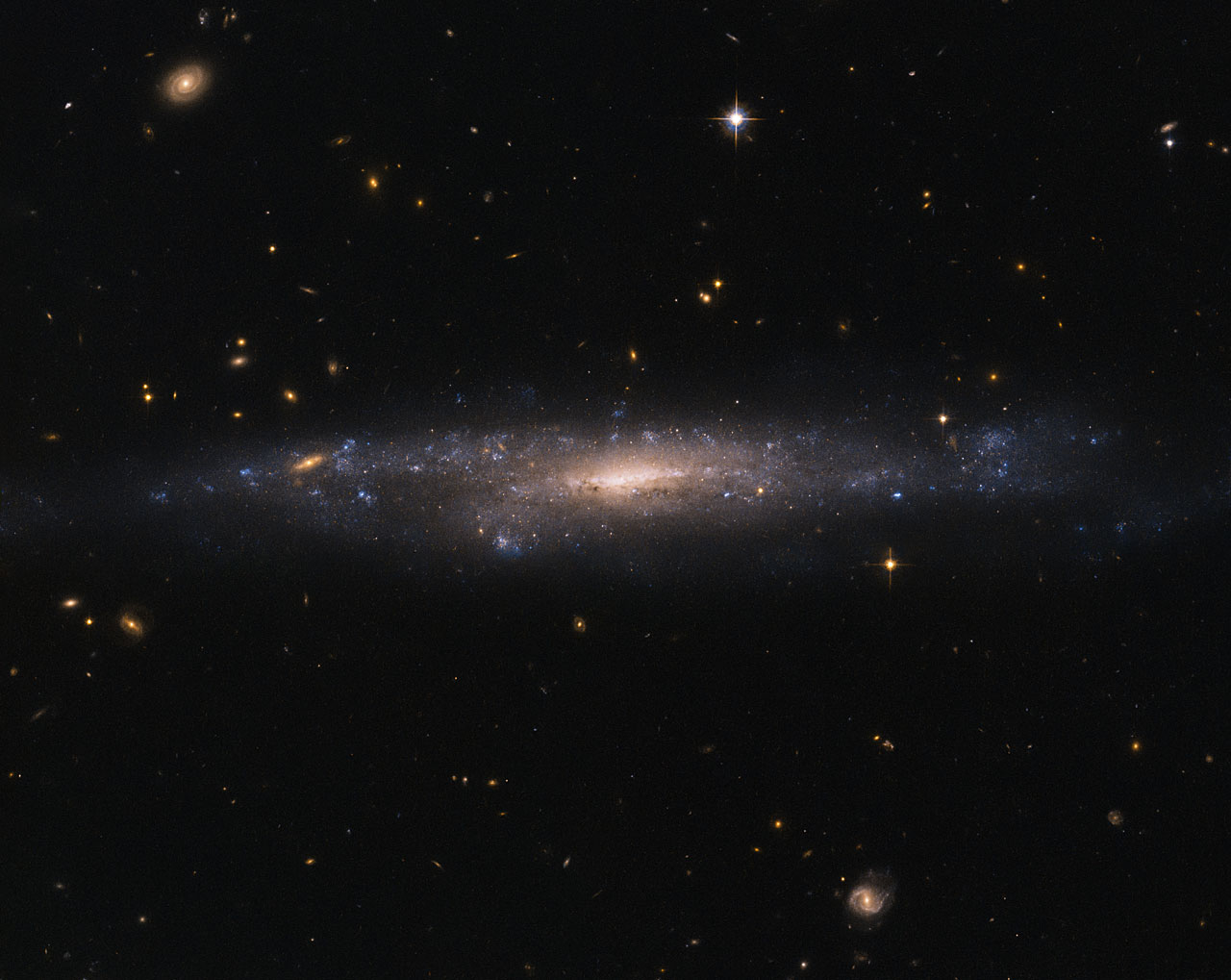
La galaxie à faible brillance de surface UGC 477, vue par le télescope spatial Hubble, à un peu plus de 110 millions d'années-lumière, dans la constellation des Poissons.

Une galaxie à faible brillance de surface (en abréviation LSB de l'anglais low surface brightness galaxy) est une galaxie diffuse dont la brillance de surface, vue depuis la Terre, est inférieure de moins d'une magnitude à celle du ciel nocturne ambiant.

## Description
La plupart des LSB sont des galaxies naines et la majeure partie de leur matière baryonique se trouve sous forme de gaz d'hydrogène neutre — régions H I — plutôt que d'étoiles. Plus de 95 % de leur masse paraît être de la matière noire non baryonique[réf. nécessaire]. On estime que 90 % de toutes les galaxies sont des LSB, et non des galaxies à brillance de surface élevée. En 2005, près de 3 000 LSB ont été cataloguées.
Les mesures de la courbe de rotation donnent un rapport masse/luminosité très élevé (jusqu'à quelques milliers de fois le rapport solaire M☉/L☉), ce qui signifie que les étoiles et le gaz lumineux ne contribuent que peu au bilan massique de l'ensemble d'une LSB. Les centres des LSB ne présentent pas de forte surdensité stellaire, contrairement par exemple aux bulbes des galaxies spirales ordinaires. De ce fait, elles semblent dominés par la matière noire, jusque dans leur centre, ce qui en fait d'excellents laboratoires pour l'étude de la matière noire.
Comparées aux galaxies à brillance superficielle élevée, beaucoup mieux étudiées, les LSB sont principalement des galaxies du champ isolées, rencontrées dans des régions de l'espace vides de toute autre galaxie. Dans leur passé, elles ont subi peu d'interaction des forces de marée ou de fusion avec d'autres galaxies, ce qui aurait enclenché une formation renforcée d'étoiles nouvelles. Cela explique leur faible contenu stellaire.

## Exemples
- Andromeda V
- Andromeda VI (ou Galaxie naine sphéroïdale de Pégase)
- Galaxie naine de la Machine pneumatique
- f561-1
- f611-1
- IC 10
- Malin 1
- Malin 2
- Galaxie naine du Phénix
- Galaxie naine irrégulière du Sagittaire (SagDIG)
- Sextans A
- Sextans B
- UGC 1230
- UGC 6614
- UGC 9024
- Galaxie de Wolf-Lundmark-Melotte (WLM)
- Galaxie sombre sans étoile apparente